# Richlands
Richlands es un pueblo ubicado en el condado de Onslow en el estado estadounidense de Carolina del Norte. La localidad en el año 2000, tenía una población de 928 habitantes en una superficie de 3.1 km².

## Geografía
Richlands se encuentra ubicado en las coordenadas 34°53′56″N 77°32′52″O / 34.89889, -77.54778. Según la Oficina del Censo, la localidad tiene un área total de 3,1 km² (1,2 mi²), de la cual 3,1 km² (1,2 mi²) es tierra y 0 km² (0 mi²) (0.0%) es agua.

### Localidades adyacentes
El siguiente diagrama muestra a las localidades en un radio de 28 kilómetros (17,4 mi) de Richlands.

## Demografía
En el 2000 la renta per cápita promedia del hogar era de $20.263, y el ingreso promedio para una familia era de $31.677. El ingreso per cápita para la localidad era de $18.615. En 2000 los hombres tenían un ingreso per cápita de $26.875 contra $20.000 para las mujeres. Alrededor del 24.50% de la población estaba bajo el umbral de pobreza nacional.